# Uchronia
Uchronia  è una caratteristica di albedo della superficie di Marte.